# 1512년

## 연호
- 명(明) 정덕(正德) 7년
- 일본(日本) 에이쇼(永正) 9년
- 후 레 왕조(後黎朝) 홍투언(洪順) 4년

## 기년
- 류큐(琉球) 쇼신왕(尚真王) 36년
- 명(明) 무종 정덕제(武宗 正德帝) 7년
- 조선(朝鮮) 중종(中宗) 7년
- 후 레 왕조(後黎朝) 양익제(襄翼帝) 4년

## 사건
- 4월 11일 - 프랑스군이 라벤나 전투에서 교황군을 격파하다.
- 8월 29일 - 스페인군이 피렌체 국민군을 이탈리아 프라토에서 대패시킨후 프라토를 잔인하게 약탈함.
- 9월 1일 - 메디치 가문이 18년 만에 이탈리아 피렌체의 통치권을 회복함
- 임신약조

## 탄생
- 3월 5일 - 네덜란드의 지리학자 게라르두스 메르카토르. (~1594년)
- 4월 8일 - 스코틀랜드의 국왕 제임스 5세. (~1542년)

### 미상
- 영국왕 헨리 8세의 6번째 부인 캐서린 파. (~1548년)
- 조선 중기의 문신 이정. (~1571년)

## 사망
- 2월 22일 - 이탈리아의 탐험가 아메리고 베스푸치. (1454년~)
- 4월 11일 - 16세기 이탈리아 전쟁에서 활약한 프랑스의 장군 가스통 드 푸아느무르 공작. (1489년~)